# 执政官宫 (克雷马)

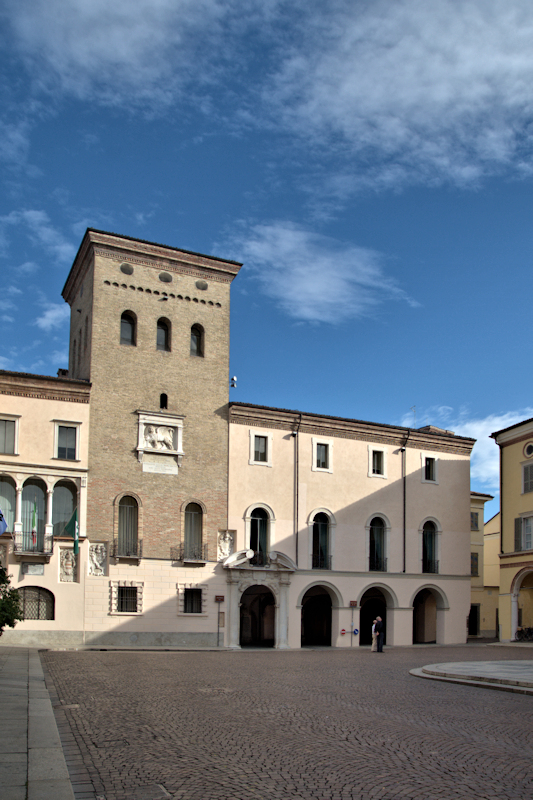

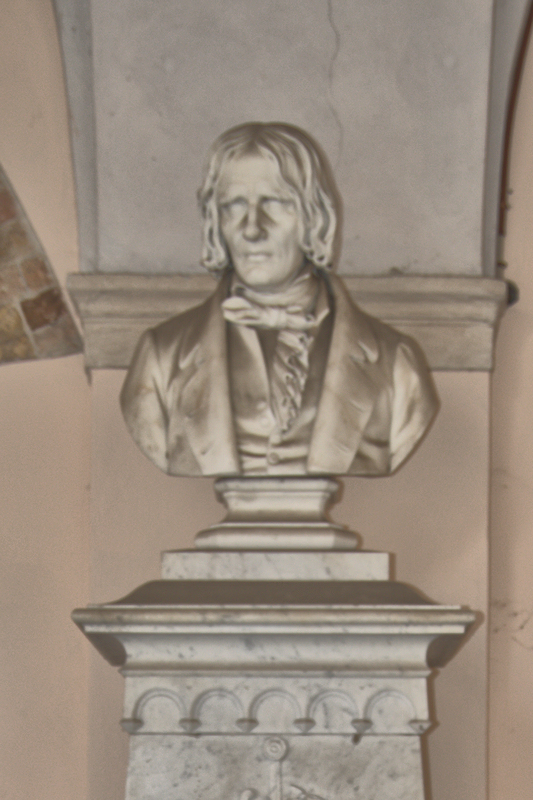
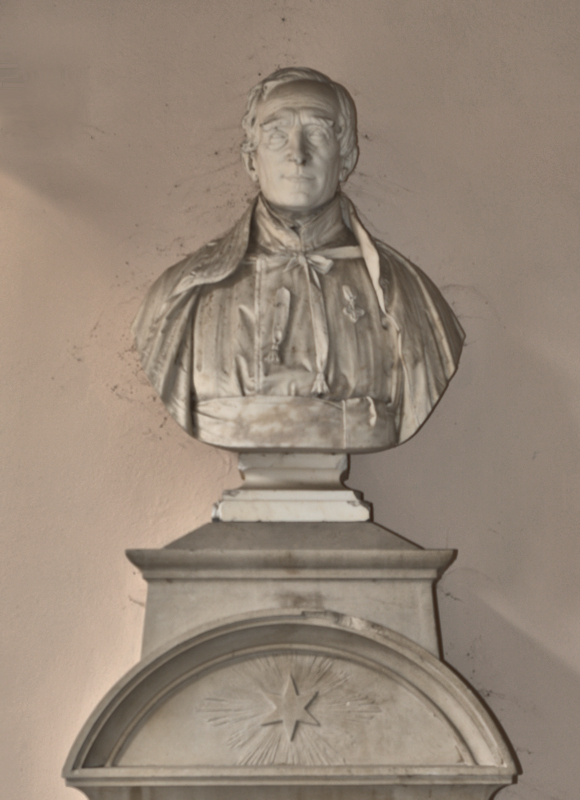
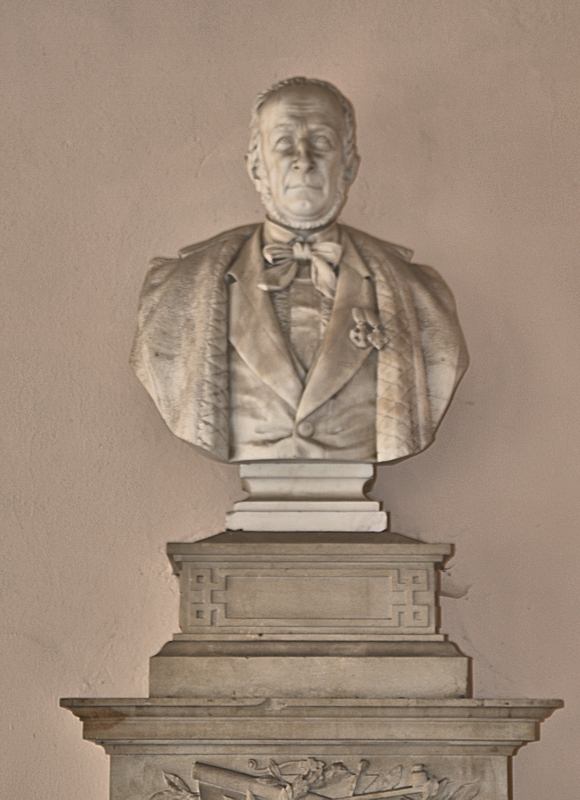
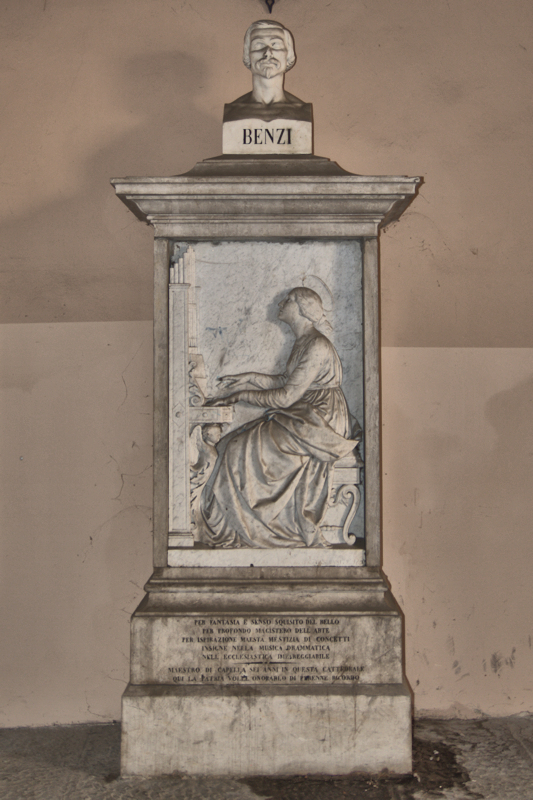
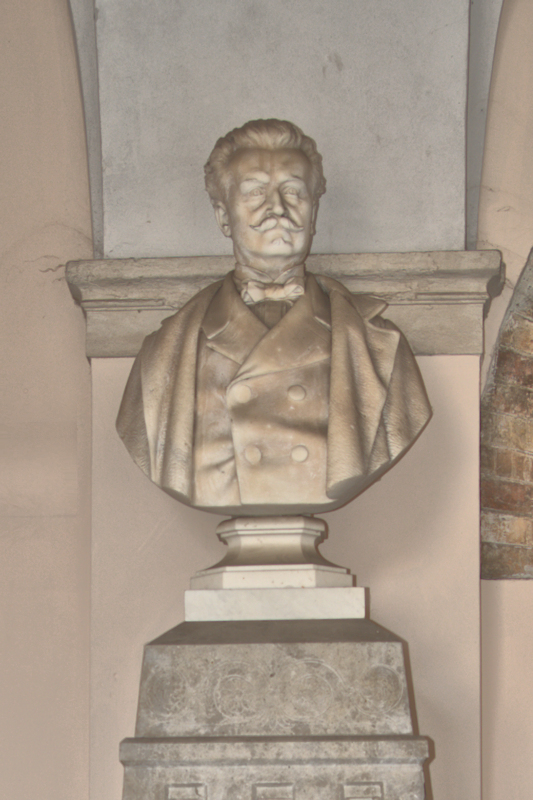
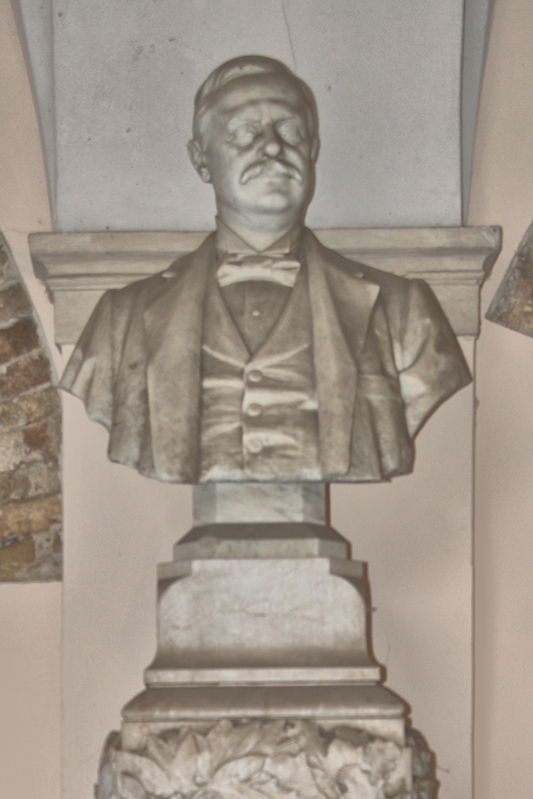
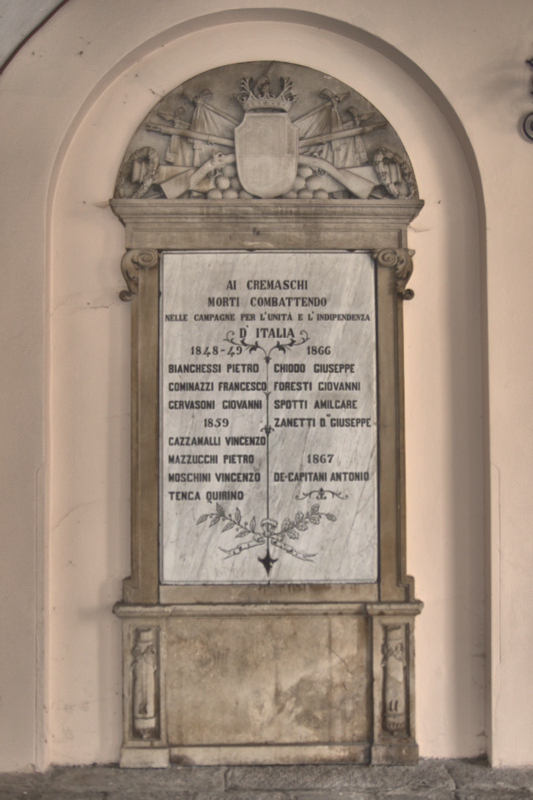
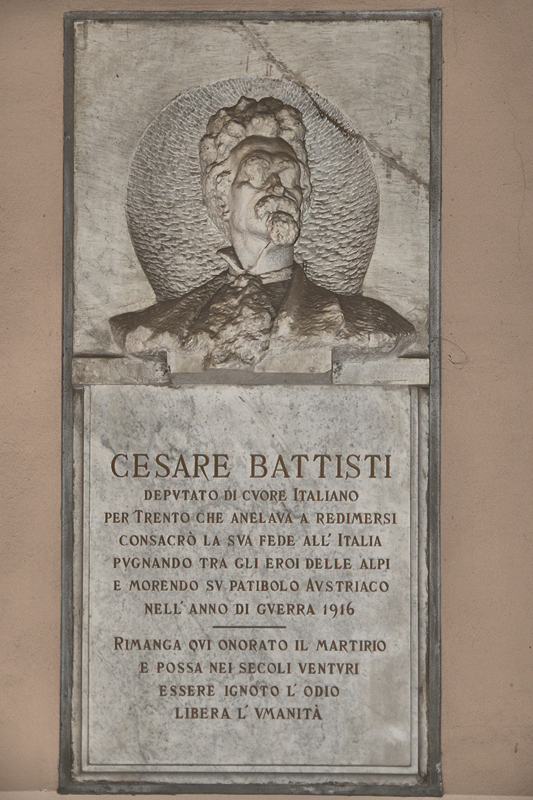
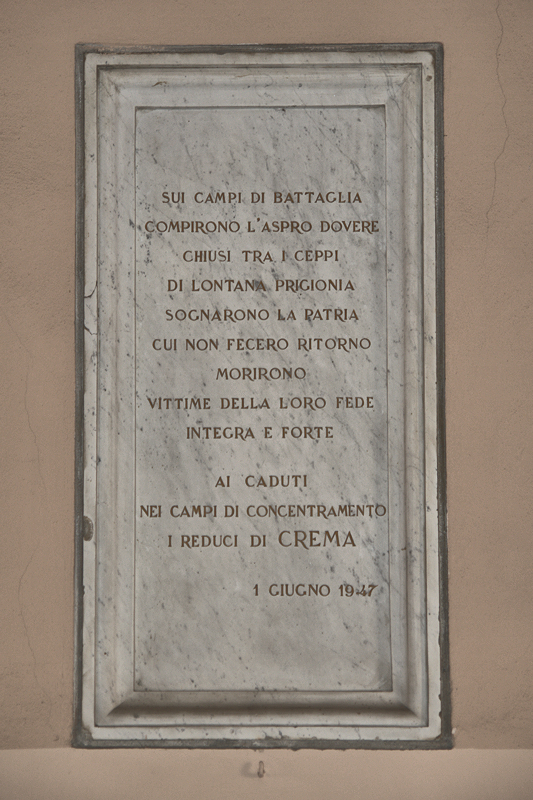
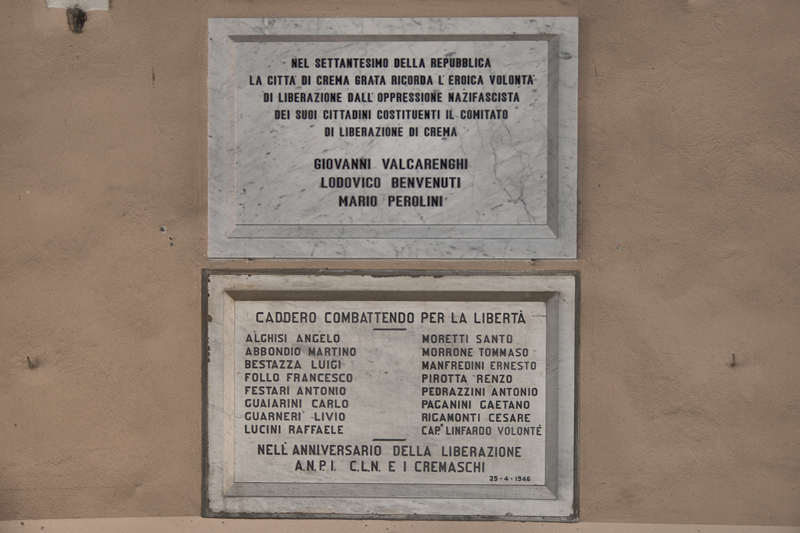
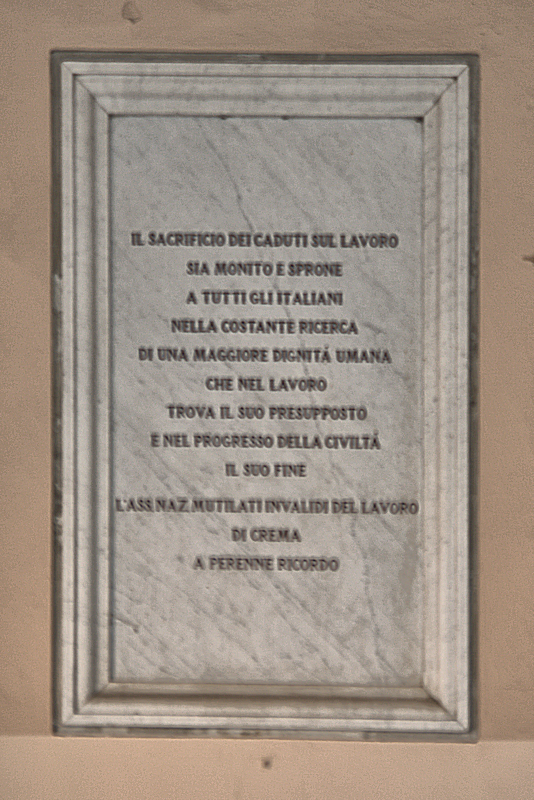
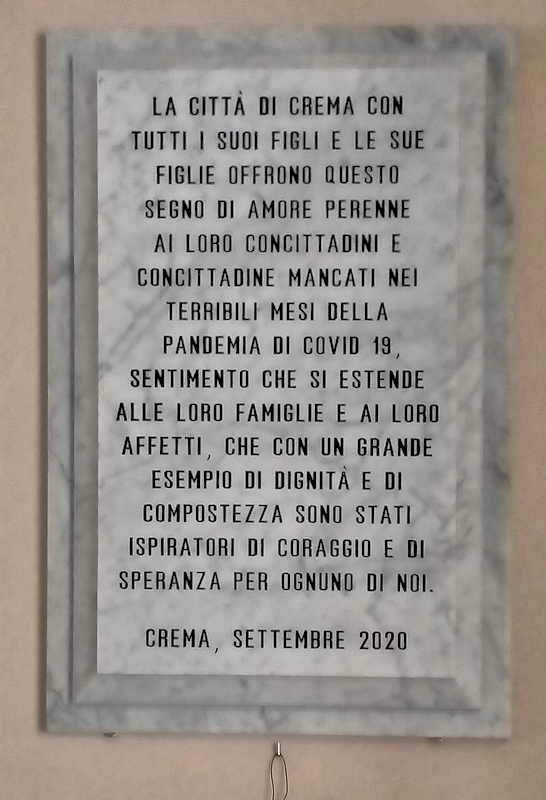

执政官宫（Palazzo Pretorio）是意大利伦巴第大区克雷莫纳省克雷马的一座公共建筑，建于1553-1555年，位于主教座堂广场（Piazza Duomo）的北侧, 紧挨着中世纪的执政官塔楼，文艺复兴风格，原为威尼斯共和国统治期间威尼斯参议院任命的首席执政官的驻地。立面建于16世纪，与广场的其他部分和谐一致。

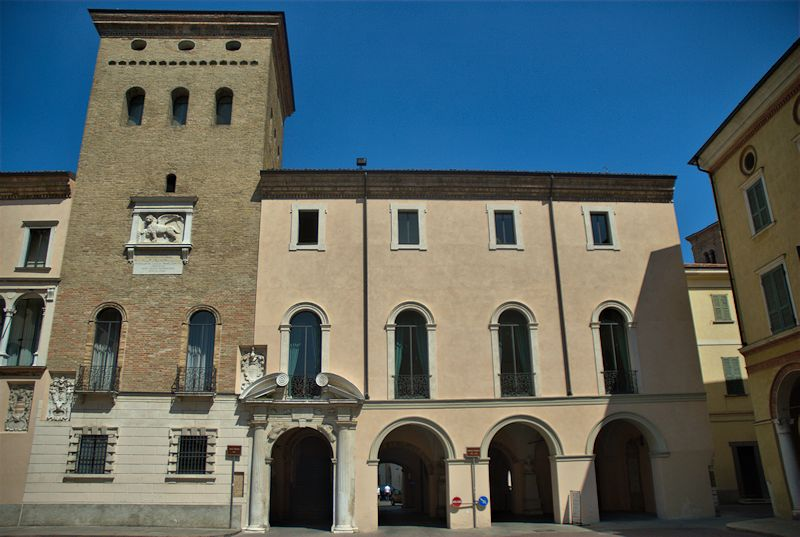
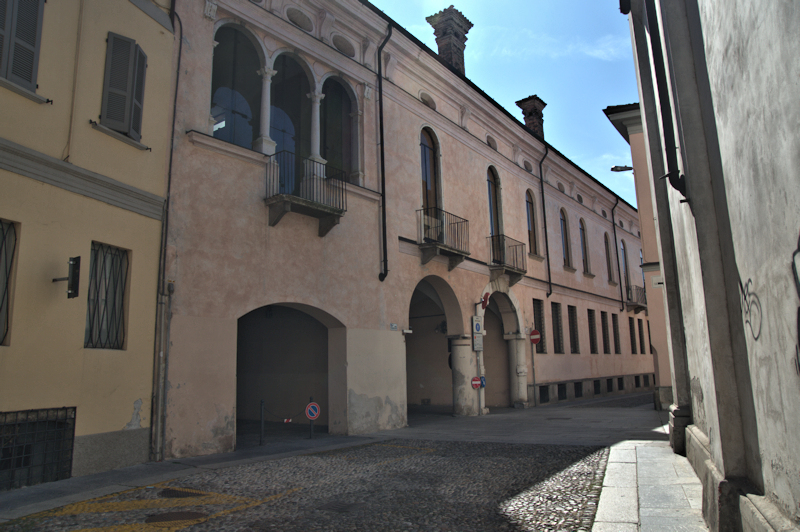
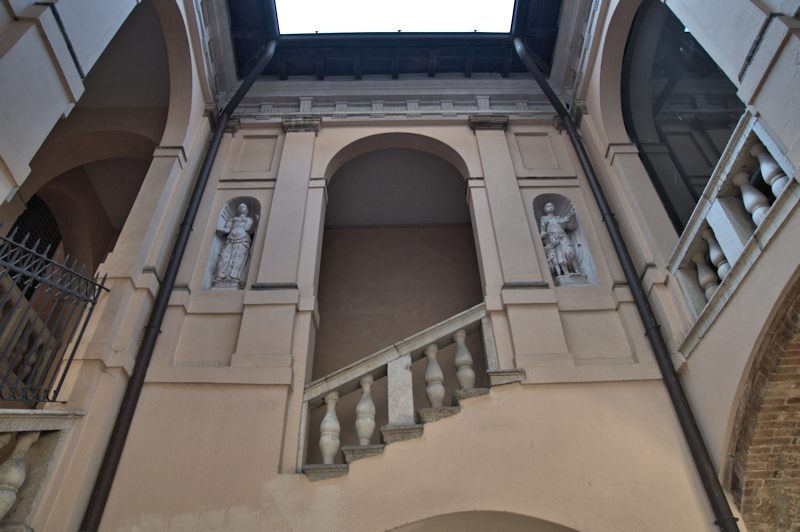
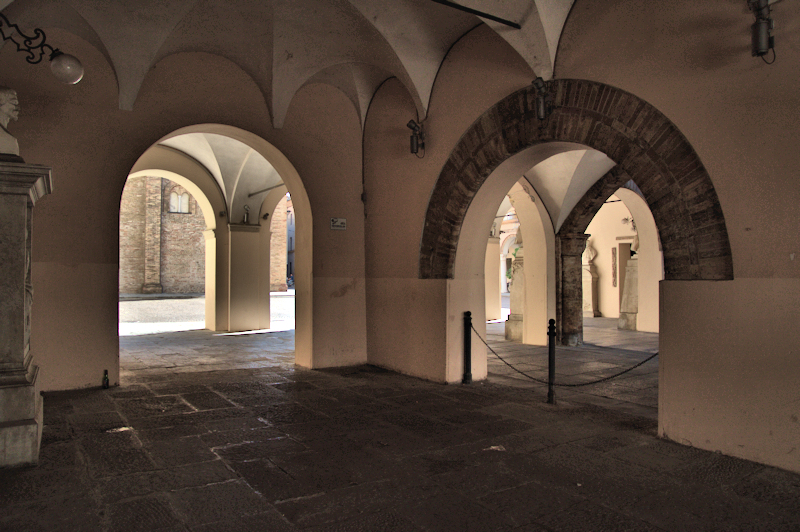